# Paramphinome australis
Paramphinome australis är en ringmaskart som beskrevs av Monro 1930. Paramphinome australis ingår i släktet Paramphinome och familjen Amphinomidae. Inga underarter finns listade i Catalogue of Life.